# Royal Troon Golf Club

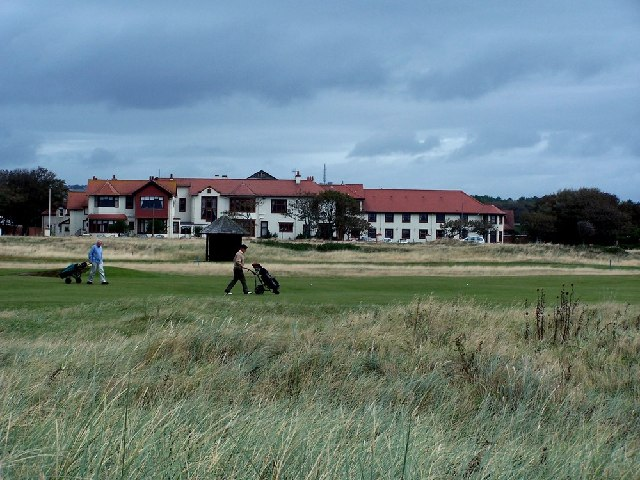
Royal Troon Golf Club

Royal Troon Golf Club est un parcours de golf situé à Troon dans le South Ayrshire en Écosse fondé en 1878. Il s'agit d'un des plus vieux link à faire partie de la rotation actuelle des Opens britanniques.

## Vainqueurs de l'Open britannique au Royal Troon Golf Club
- 1923 : Arthur Havers
- 1950 : Bobby Locke
- 1962 : Arnold Palmer
- 1973 : Tom Weiskopf
- 1982 : Tom Watson
- 1989 : Mark Calcavecchia
- 1997 : Justin Leonard
- 2004 : Todd Hamilton
- 2016 : Henrik Stenson
- 2020 : Sophia Popov[note 1]
- 2024 : Xander Schauffele